# シャルル・ラムルー

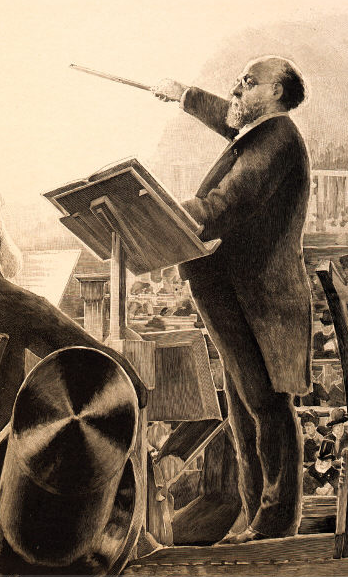
指揮台のシャルル・ラムルー

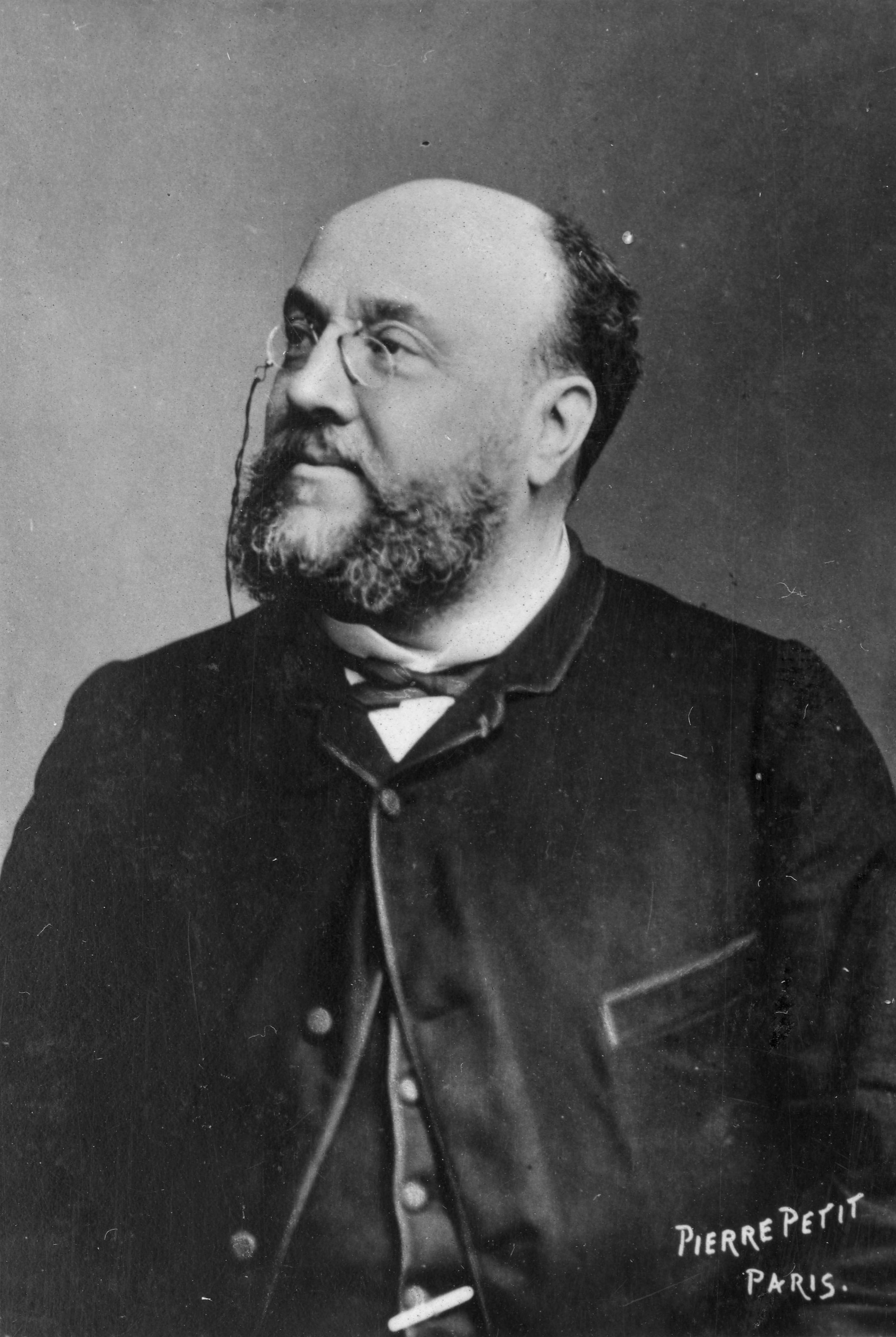
シャルル・ラムルー

シャルル・ラムルー（Charles Lamoureux、1834年9月28日（ボルドー） - 1899年12月21日（パリ））は、フランスの指揮者、ヴァイオリン奏者。コンセール・ラムルー管弦楽団を主宰した。ワーグナーの音楽をフランスに紹介した。

## 生涯
ボルドーに生まれた。父親はカフェのあるじであった。パリのコンセルヴァトワールでヴァイオリン、和声、作曲を学び、1853年 - 1855年に、一等賞を2つ、二等賞を1つ得た。その後オーギュスト・トルベック（Auguste Tolbecque, 1830年 - 1919年）らにも学んだ。

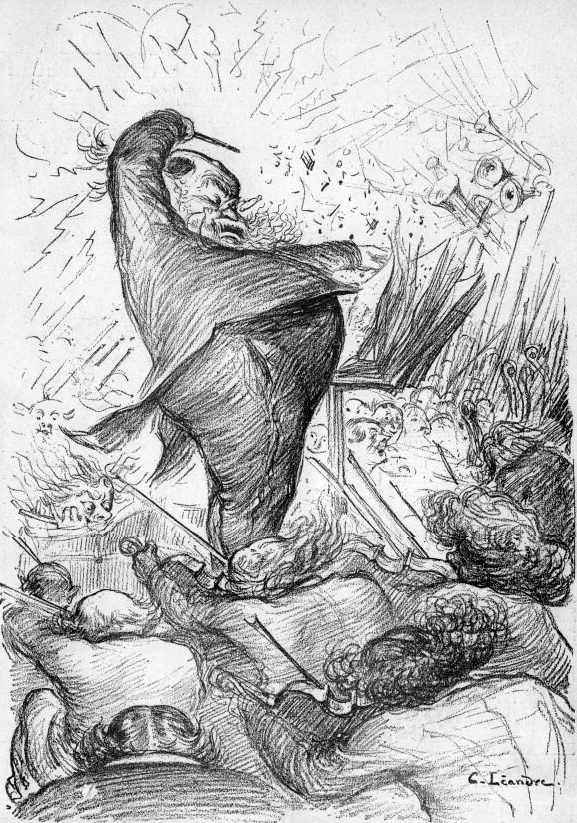
エマニュエル・シャブリエの『スペイン』を初演するラムルー。（シャルル・レアンドル画、1890年頃）

かたわら、1850年、10区のジムナーズ劇場（現在のジムナーズ・マリー・ベル劇場（Théâtre du Gymnase Marie Bell））のヴァイオリン奏者となり、オペラ座へ、次いでパリ音楽院管弦楽団へ移った。
1858年、エドゥアール・コロンヌらと弦楽四重奏団を作った。1860年に室内楽協会（Séances Populaires de Musique de Chambre）に発展し、1872年、そのメンバーから新たな弦楽四重奏団を結成した。1872年から1877年まで、パリ音楽院管弦楽団の副指揮者も務めた。
イギリス、ドイツに旅した見聞から、オラトリオの演奏をパリ音楽院管弦楽団に提案して入れられず、1873年、『オラトリオ演奏会』（Société Française de l'Harmonie Sacrée）の設立を主導し、ヘンデルの『メサイア』のパリ初演をした。続いてJ.S.バッハの『マタイ受難曲』、ヘンデルの『ユダス・マカベウス』、グノーの『ガリア』、マスネの『エーヴ』などを演奏した。
頼っていた妻の財も乏しくなり、1876年、『オラトリオ演奏会』を解散してオペラ＝コミック座の指揮者になったものの、半年足らずで総支配人と喧嘩別れした。つぎのオペラ座（1877年 - 1879年）でも、それを繰り返した。
1881年、10区にあったシャトー・ド・オー劇場（Théâtre du Château d'Eau）から、週毎のコンサートを提案され、『新コンサート協会』（la Société des Nouveau Concerts）を組織して、10月23日、その第1回を開いた。以降、内外の新しい音楽作品の紹介に努めた。
ワーグナーの作品をパリに広めることに意欲的で、コンサートで『トリスタンとイゾルデ』や『ローエングリン』の全幕の演奏をした。さらに、バイロイトに行ってワーグナーから『ローエングリン』のオペラ上演の了承を取りつけた。
しかし1871年、普仏戦争に敗れて以後、フランスには反プロイセン感情が残り、ワーグナーは没後になお嫌われていた。ラムルーが1887年5月3日、『ローエングリン』を9区のエデン座（Éden-Théâtre（現在のアテネ＝ルイ＝ジューヴェ座（Théâtre de l'Athénée-Louis-Jouvet））にかけたときは、狂信的愛国者たちの街頭デモが上演反対で騒ぎ、公演は1回で打ち切られた。それにもめげずラムルーは、1891年9月16日、今度はオペラ座でタクトをとった。また騒がれ、警官隊が出動するなかで、天井桟敷から紙つぶてが投げられるなかで上演されたが、結局は受け入れられてロングランとなった。
1893年、ロシアを巡演した。ロンドンには毎年のように訪れて、迎えられた。
1897年、常任を退き、女婿のカミーユ・シュヴィヤールに譲った。協会は、コンセール・ラムルー協会（l'Association des Concerts Lamoureux）と改名した。同時期にレジオンドヌール勲章を受勲している。
1899年12月、『トリスタンとイゾルデ』を1度振り、病を得て数日後の12月21日に没。パリ16区に、シャルル・ラムルー小路（rue Charles Lamoureux）がある。

## 挿話
前項からも察しられるように、ラムルーは短気で我が強く、わがままだった。楽員らに『癇癪玉』とささやかれても平気だった。リハーサルの時、ピストルを見せびらかし「準備は万全」と言ったという。